# 京町家検定
京町家検定（きょうまちやけんてい）とは、株式会社八清（はちせ）が主催するご当地検定である。
京町家に関わる歴史・意匠・建築・生活などの知識を認定する。
受験資格は特に制限がなくインターネット上での検定となる（言語は日本語）。

## 出題形式
初級編・上級編 各50問（四肢択一）

## 出題範囲
京町家に関する歴史・意匠・建築・生活

## 合格点
- 初級編 40問以上
- 上級編 35問以上

※上級編は初級編合格者のみ受験可

## 認定証関係
- 初級編 合格認定証発行
- 上級編 鐘馗さん（しょうきさん）ストラップ進呈

## 受験料
無料

## 試験時間
初級・上級ともに30分

## テキスト
京町家検定ウェブサイトを参考